# هیلتون گاردن این
هیلتون گاردن این (انگلیسی: Hilton Garden Inn) شرکت مهمان‌نوازی آمریکایی است، که در سال ۱۹۹۶ تأسیس شد.